# C11H8N4O7
化学式C11H8N4O7（摩尔质量：308.20 g/mol）可以指：
- 吡啶𬭩苦味酸盐，CAS号：1152-90-5
- 1,4-二甲基-3,6,8-三硝基-2-喹诺酮，CAS号：170661-55-9
- 4-(4-硝基苯甲酰氧甲基)-1,2,5-𫫇二唑-3-甲酰胺-2-氧化物，CAS号：1235476-44-4

|  | 这个同类索引页列出了具有相同分子式的化学物（即同分異構體）条目。 除非您是有意链接至本页，否则应将相应条目的内部链接指向正确的条目。 |